# Siddha Yoga
Le Siddha Yoga est une pratique spirituelle issue de l'hindouisme et visant à réaliser la présence de la divinité en soi et dans la création.La mission qu'elle se donne est de transmettre "la connaissance du Soi". 
Siddha Yoga signifie « yoga parfait », c'est le terme adopté par Swami Muktananda pour décrire la voie de réalisation de soi qu'il a suivie et enseignée. Siddha est un terme sanskrit  qui signifie parfait ou accompli. Elle se nomme yoga parfait parce qu'elle englobe tous les autres yogas (jnana yoga, hatha yoga, raja yoga et bhakti yoga) et cherche la perfection dans chacune. 
L'ancienne expression en sanskrit Siddha Yoga est attestée dans le Tirumandhiram (en) de Tirumular (en), un poète tamoul.
Le maître actuel de la lignée du Siddha Yoga est Gurumayi Chidvilasananda.

## Histoire

### Les sources des enseignements du Siddha Yoga
La tradition du Siddha Yoga tire ses enseignements de la philosophie yogique du Vedanta, mais aussi du Shivaisme du Cachemire et des saints poètes du Maharashtra.
Les textes principaux de la tradition védantique incluent les Vedas, les Upanishads, la Bhagavad Gita, le Viveka Chudamani de Shankaracharya et le Yoga Vasistha.
Les textes de la tradition des Shivaïtes du Cachemire comprennent les Shiva Sutras de Vasugupta, les Spanda Karikas de Vasugupta, le Prataybhijnahridayam et le Vijnana Bhairava.
Les autres textes mentionnés par Swami Muktananda et Swami Chidvilasananda incluent le Jnaneshwari (un commentaire de la Bhagavad Gita), les Yoga Sutras de Patanjali, les Bhakti Sutras de Narada, le Mahabharata, le Ramayana et les saints poètes tels que Kabir et Tukaram Maharaj.
La voie du Siddha Yoga a formellement été créée par Swami Muktananda (1908-1982), mais son maître spirituel,  Bhagawan Nityananda, est aussi considéré comme un guru du Siddha Yoga. Nityananda avait fondé un ashram à Ganeshpuri, un village à 82 kilomètres au nord de Mumbai. 

### Swami Muktananda
Dans son autobiographie spirituelle,  Le jeu de la conscience (1971), Muktananda raconte avoir atteint la libération finale ou moksha après neuf ans d'intense méditation à la suite de l'initiation shaktipat de son guru. 
En 1975, Muktananda fonde l'ashram d'Oakland dans la baie de San Francisco en Californie. Il a aussi fondé un ashram dans les montagnes Catskill, à 2 heures au nord de New York, qui porte aujourd'hui le nom de Shree Muktananda Ashram. 
Muktananda a désigné en Mai 1982 ses disciples Swami Chidvilasananda, plus couramment appelée Gurumayi  et son frère Swami Nityananda pour lui succéder après sa mort. Ce dernier quitte le mouvement trois ans plus tard, et Gurumayi est resté depuis seul maitre de la lignée du Siddha Yoga.

## Pratiques du Siddha Yoga
Les pratiques du Siddha Yoga ont pour but d'aider le chercheur à «toucher et développer l'état mystique intérieur, jusqu'à ce qu'il s'établisse au fil du temps dans son expérience du yoga ou de l'unité avec Dieu.»  
La méditation Siddha Yoga, ou la pratique de tourner l'attention vers l'intérieur, implique de concentrer silencieusement l'attention sur un mantra et sur le flux de la respiration. Le principal mantra de méditation Siddha Yoga est Om Namah Shivaya.  
Le chant dans Siddha Yoga implique l'utilisation de la musique et des mantras sacrés "pour entrer dans un dialogue avec le divin". Il y a deux types principaux de chants dans le Siddha Yoga: le namasankirtana (chants lyriques des mantras sanskrits, typiquement les noms de Dieu), et le swadhyaya (le chant des textes sacrés en sanskrit plus longs). Les textes sacrés chantés dans les ashrams du Siddha Yoga et les centres de méditation incluent par exemple l'Arati du matin et du soir, la Guru Gita, un hymne de 182 versets transmis dans le Skanda Purana, le Shree Rudram, un ancien hymne à Rudra (Shiva) conservé dans le Krishna Yajurveda, et le Kundalini Stavah, un hymne de huit strophes à Kundalini. 
Les étudiants du Siddha Yoga peuvent participer aux réunions de groupe ou programmes organisés chaque semaine dans les ashrams et les centres de méditation du Siddha Yoga, appelés satsangs. Les satsangs comprennent généralement une courte présentation, et la pratique du chant et de la méditation.  La Fondation SYDA offre une variété de cours et de retraites tout au long de l'année, y compris les Intensives de méditation développées pour la première fois par Muktananda dans les années 1970.
Les étudiants de Siddha Yoga s'engagent dans la Seva, ou «service désintéressé», comme une pratique spirituelle. Les étudiants peuvent pratiquer la seva par le biais du travail bénévole dans un ashram ou un centre de méditation dans leur ville. Le travail de la Fondation SYDA est réalisé par le travail de "sevaites". 
D'autres pratiques du Siddha Yoga incluent :
- Le japa, la répétition du mantra,  dont le principal est « Om Namah Shivaya » (qui signifie littéralement Om, j'honore ou  je m'incline devant Shiva, qui n'est pas  considéré comme une divinité séparée, mais comme le Soi primordial, présent dans chaque être humain). - La contemplation
- La dakshina, la pratique traditionnelle de faire une offrande monétaire volontaire à un saint comme une expression de gratitude pour la grâce et les enseignements que l'on dit avoir reçus.

### Célébrations dans le Siddha Yoga
Les étudiants du Siddha Yoga célèbrent deux grandes fêtes religieuses hindoues: Mahashivaratri, la nuit de Shiva (célébrée deux jours avant la nouvelle lune en février / mars) et Guru purnima (célébrée à la pleine lune en juillet).
Ils célèbrent également les anniversaires de Swami Muktananda et Swami Chidvilasananda, le jour de Divya diksha de Muktananda (le jour où il a reçu l'initiation de son maître), et les anniversaires du mahasamadhi  (le jour où, selon la terminologie hindoue, un maître spirituel accompli quitte son corps) de Swami Muktananda et de Bhagawan Nityananda.